# Macrozafra mariae
Macrozafra mariae är en snäckart som beskrevs av Powell 1940. Macrozafra mariae ingår i släktet Macrozafra och familjen Columbellidae. Inga underarter finns listade i Catalogue of Life.